# یان بیتنار
یان بیتنار (لهستانی: Jan Bytnar؛ ‏ ۶ مهٔ ۱۹۲۱ – ۳۰ مارس ۱۹۴۳) رهبر پیش‌آهنگان و عضوی از گروه شبه نظامی سربازان خاکستری و ستوان ارتش میهنی لهستان در دوران جنگ جهانی دوم بود.

## زندگی‌نامه
یان بیتنار فرزند «استانیسواف بیتنار»، یک معلم و سرباز لژیون لهستان در جنگ جهانی اول بود. تحصیلات ابتدایی را در پیاستوو به اتمام رسانید. در سال ۱۹۳۱ به برای تحصیل به جیمنیزیوم استفان باتوری ورشو رفت و خانواده‌اش نیز بدانجا نقل مکان کردند.
او در سال ۱۹۳۴ و در سن ۱۳ سالگی به انجمن پیشاهنگی و هدایت لهستان پیوست و در سال ۱۹۳۸ بالاترین رتبه غیر آموزشی آن دست یافت. کمی پیش‌تر در ۱۹۳۷ او وارد دبیرستان شده بود که در مه ۱۹۳۹ فارغ‌التحصیل گشت.

## جنگ جهانی دوم
در زمان تهاجم آلمان به لهستان در سپتامبر ۱۹۳۹، بیتنار در ورشو اشغالی زندگی می‌کرد و به عنوان شیشه‌کار و معلم مدرسه مشغول به کار بود. در اکتبر ۱۹۳۹، همراه با گروهی از دوستانش، به جناح چپ‌گرای «جنبش مستقل خلق لهستان» (PLAN) پیوست که عمری طولانی نداشت و یک گروه مقاومت بود. بیتنار به عنوان یکی از اعضای فعال، جزوه‌هایی را در واکنش به تشکیل دولت عمومی توسط نازی‌ها تنظیم و توزیع کرد. خیلی زود، گشتاپو به درون این سازمان نفوذ کرد و این گروه تا ژانویه ۱۹۴۰ تجزیه شد. بیتنار ورشو را ترک کرد و با پدربزرگ و مادربزرگش در کولبوشوا در جنوب شرقی لهستان ساکن شد و در آنجا نیز درگیر مقاومت ضد نازی گشت. در اوایل سال ۱۹۴۰ او به اتحادیه مبارزه مسلحانه که یک سازمان سلف ارتش میهنی بود پیوست. در مارس ۱۹۴۱ او به عضویت سربازان خاکستری درآمد که یک سازمان پیشاهنگی زیرزمینی شبه نظامی بود که عملیات خرابکاری و اغفال دشمن را علیه آلمان‌ها انجام می‌داد. به‌طور خاص، بیتنار و واحدِ سازمانیِ زیرنظرش، به عنوان بخشی از «گروه واور» بر به اصطلاح «خرابکاری کوچک» تمرکز داشتند.

### دستگیری، مرگ و خونخواهی
یان بیتنار در ۲۳ مارس ۱۹۴۳ توسط نیروهای آلمان نازی دستگیر شد و سه روز بعد توسط یک گروه رزمی از سربازان خاکستری در طی عملیات زرادخانه (در ۲۶ مارس) نجات یافت. او در ۳۰ مارس در سن ۲۱ سالگی بر اثر جراحات وارده ناشی از شکنجه در جریان بازجویی‌های گشتاپو در حین اسارت جان باخت.
بازجویی بسیار وحشیانه بیتنار توسط اس‌اس-روتن‌فورر «ایوالت لانگه» و اس‌اس-اوبراشتورم‌فورر «هوبرت شولتس» انجام شد. هر دوی اینها بعدها توسط سربازان خاکستری به قتل رسیدند: «هوبرت شولتس» در ۶ مه ۱۹۴۳ توسط سواومیر ماچئی بیتنر (با نام مستعار «ماچیک») و ائوگِنیوش کِشِر (معروف به «کوئوچان» یا «لرزه» به زبان لهستانی) به ضرب گلوله کشته شد. «ایوالت لانگه» در ۲۲ مه ۱۹۴۳ توسط «یژی زاپادکو» (معروف به «جیک» یا «گراز» در زبان لهستانی) به ضرب گلوله کشته شد.